# لئونورا (خواننده)
لئونورا کولمور جیپسن (به انگلیسی: Leonora Colmor Jepsen) (زاده ۳ اکتبر ۱۹۹۸) خواننده دانمارکی است.
او در مسابقه آواز یوروویژن ۲۰۱۹ نماینده دانمارک بود.